# Dyschirius neresheimeri
Dyschirius neresheimeri är en skalbaggsart som beskrevs av Wagner 1915. Dyschirius neresheimeri ingår i släktet Dyschirius, och familjen jordlöpare. Arten förekommer tillfälligt i Sverige, men reproducerar sig inte.